# Гі Туар
Гі (1150 — 13 квітня 1213) принц Туару. Син віконта Туару Готфріда IV і його дружини Елеонори Лузіньян. Регент Бретані з 1203 по 1206 роки.

## Біографія
Син віконта Туару Готфріда V і його дружини Елеонори Лузіньян. В 1199 році в місті Анже одружився з герцогинею Бретані Констанцією I, яка до того часу була вдовою графа Ренна Готфріда III і розлученою з графом Честеру Ранульфом III.
З 1201 по 1203 роки, Гі був регентом Бретані при Артурові I, малолітньому синові Констанції від першого шлюбу з графом Ренна Готфрідом III, а після смерті Артура він став регеном при своїй дочці Алісі.

## Сім'я

### Дружини

2 Євстахія

### Діти

Маргарита (1201—1216/1220)

- Від першої дружини:

- Маргарита[4][5][6][7][8][9][10][11][12][к 1]
(1201—1216/1220)

- Від другої дружини:

1 Петро (1204—1248)
2 Томас (?—1246)